# Marathon van Houston 1985
De marathon van Houston 1985 vond plaats op zondag 6 januari 1985. Het was de dertiende editie van deze marathon.
De winst ging bij de mannen naar de Amerikaan Martin Froelick in 2:11.14. Hij had een kleine halve minuut voorsprong op de Keniaan Sam Ngatia, die in 2:11.43 over de finish kwam. Bij de vrouwen won de Canadese Silvia Ruegger in 2:28.36. Ze bleef haar landgenote Jacqueline Gareau een kleine minuut voor.
Zowel de eerste man als de eerste vrouw ontvingen $ 20.000 voor hun eerste plaats.
In totaal finishten er 1890 marathonlopers, waarvan 1593 mannen en 297 vrouwen.

## Uitslagen

### Mannen
| rang   | naam               | land | tijd    |
| ------ | ------------------ | ---- | ------- |
| Goud   | Martin Froelick    | USA  | 2:11.14 |
| Zilver | Sam Ngatia         | KEN  | 2:11.43 |
| Brons  | Wolfgang Krüger    | FRG  | 2:11.55 |
| 4      | Andreas Weniger    | FRG  | 2:12.32 |
| 5      | Dennis Rinde       | USA  | 2:12.51 |
| 6      | John Moreno        | USA  | 2:12.59 |
| 7      | Christopher Bunyan | ENG  | 2:14.21 |
| 8      | Randy Reina        | USA  | 2:14.31 |
| 9      | Kenneth Hunter     | USA  | 2:14.35 |
| 10     | Douglas Avrit      | USA  | 2:14.37 |
| 11     | Larry Barthlow     | USA  | 2:14.52 |
| 12     | Kevin Brower       | USA  | 2:15.00 |
| 13     | David Edge         | CAN  | 2:15.12 |
| 14     | Hank Pfeifle       | USA  | 2:16.27 |
| 15     | Gabriel Kamau      | KEN  | 2:18.01 |
| 16     | Ben Moturi         | KEN  | 2:18.22 |
| 18     | Dennis Fowles      | WAL  | 2:23.19 |
| 21     | John Lodwick       | USA  | 2:26.30 |

### Vrouwen
| rang   | naam              | land | tijd    |
| ------ | ----------------- | ---- | ------- |
| Goud   | Silvia Ruegger    | CAN  | 2:28.36 |
| Zilver | Jacqueline Gareau | CAN  | 2:29.32 |
| Brons  | Veronique Marot   | ENG  | 2:31.16 |
| 4      | Susan King        | USA  | 2:36.24 |
| 5      | Bente Moe         | NOR  | 2:37.44 |
| 6      | Maureen Roben     | USA  | 2:38.31 |
| 7      | Donna Burge       | USA  | 2:38.51 |
| 8      | Vickie Smith      | USA  | 2:43.03 |
| 9      | Lynne Huntington  | ENG  | 2:48.56 |
| 10     | Debbie Warner     | USA  | 2:50.00 |
| 11     | Jenni Peters      | USA  | 2:54.54 |

1972 ·
1973 ·
1974  ·
1975 ·
1976 ·
1977 ·
1978 ·
1979 ·
1980 ·
1981 ·
1982 ·
1983 ·
1984 ·
1985 ·
1986 ·
1987 ·
1988 ·
1989 ·
1990 ·
1991 ·
1992 ·
1993 ·
1994 ·
1995 ·
1996 ·
1997 ·
1998 ·
1999 ·
2000 ·
2001 ·
2002 ·
2003 ·
2004 ·
2005 ·
2006 ·
2007 ·
2008 ·
2009 ·
2010 ·
2011 ·
2012 ·
2013 ·
2014 ·
2015 ·
2016 ·
2017